# Nacionalisme àrab

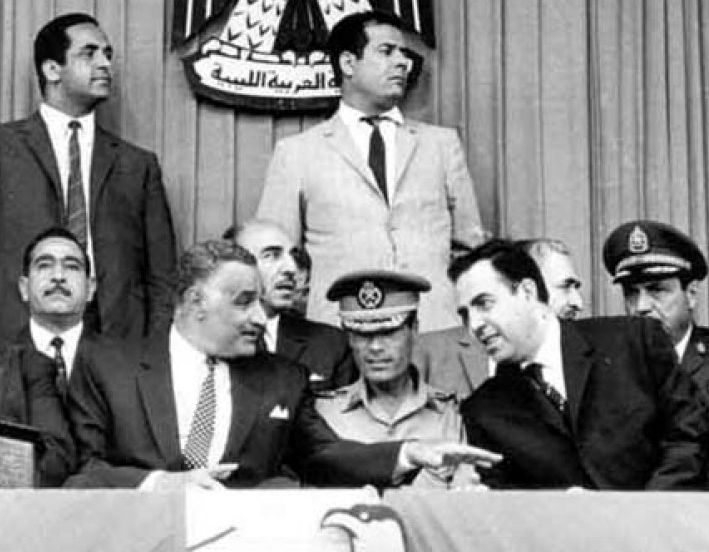
Cimera a Líbia el 1969: Gamal Abdel Nasser (esquerra), Moammar al-Gaddafi (centre) i Nureddin al-Atassi (dreta).

El nacionalisme àrab (en àrab القومية العربية, al-qawmiyya al-ʿarabiyya) és una reclamació de l'herència comuna en el món àrab, segons la qual tots els àrabs estan units per una història, una cultura i una llengua comunes.

## Ideologia
Els nacionalistes àrabs creuen que la nació àrab existia com a entitat històrica abans de l'ascens del nacionalisme dels segles XIX i XX. La nació àrab es va formar mitjançant l'establiment gradual de l'àrab com a llengua de comunicació i amb l'adveniment de l'Islam com a religió i cultura a la regió. Tant l'àrab com l'islam van servir de pilars de la nació. Segons l'escriptor Youssef M. Choueiri, el nacionalisme àrab representa la "consciència dels àrabs de les seves característiques específiques, així com el seu esforç per construir un estat modern capaç de representar la voluntat comuna de la nació i totes les seves parts constitutives."

Dins del moviment nacionalista àrab hi ha tres idees principals: la de la nació àrab; Nacionalisme àrab; i la unitat panàrab. La revolta àrab a Palestina de 1936-1939 va suposar la fundació del partit nacionalista àrab Baas, que afirma que la nació àrab és el grup de persones que parlen àrab, habiten el món àrab i que senten que pertanyen a la mateixa nació. El nacionalisme àrab és la "suma total" de les característiques i qualitats exclusives de la nació àrab, mentre que la unitat panàrab és la idea moderna que estipula que els països àrabs separats han d'unificar-se per formar un únic estat sota un sistema polític.

## Història
Els turcs van conquerir Bagdad en l'any 1533, el sultà otomà Solimà I el Magnífic es va proclamar califa d'un gran imperi que agrupa la major part dels països àrabs. Els àrabs que segles abans van arribar a l'edat d'or amb els seus califats omeies i abbàssides passaren de dominants a dominats.
L'expedició a Egipte que va fer Napoleó Bonaparte va marcar el declivi de la influència de l'Imperi Otomà als països àrabs. Napoleó animà els egipcis a l'autogovern. La seua primera proclamació va ser escrita en àrab, i hi deia: 
" En el nom de la República francesa, cimentada en les idees de llibertat, d'igualtat, Bonaparte, comandant en cap de les forces franceses, informa a tota la població d'Egipte […] els Mamelucs portats del Caucas i de Geòrgia han corromput la regió més bella del món. Però Déu l'Omnipotent, el Mestre de tot l'Univers ha fet de la seua destrucció un imperatiu."
Després que l'exèrcit de Napoleó se n'anés s'iniciaren les primeres insurreccions front al règim otomà i l'Egipte es va separar de l'Imperi Otomà i es va convertir en un regne. A Aràbia, el cap d'estat beduí Muhàmmad ibn Saüd s'alià amb un predicador religiós rigorista Muhàmmad ibn Abd-al-Wahhab. Els seus fills, especialment el seu net Saüd ibn Abd-al-Aziz, va continuar amb les conquestes del seu avi. Va tomar la Meca, Medina i el port de Jeddah. L'any 1808 intentà prendre Bagdad i Damasc.
Un jove general otomà d'origen albanès, Muhàmmad Alí Paixà va llançar de 1813 a 1818 una gran campanya militar contra els wahhabites. Va reemplaçar quasi tota l'Aràbia sota la dominació otomana. Muhàmmad Alí, però, qui va ser nomenat virrei d'Egipte volia l'autonomia de l'Egipte per fer front a Istanbul. Als assumptes d'interior, inicià una gran reforma, particularment a l'armada, la justícia, l'administració i l'educació. És considerat com el precursor del somni àrab.
Els britànics i els otomans es van oposar a una independència de les nacions àrabs, per això els britànics van ajudar els otomans a encontrar les tropes egípcies de Síria.
Després de la II Guerra Mundial, la creació de l'estat d'Israel el 1948 fou entesa en el món àrab com una gran traïció de les nacions occidentals. Això va originar una gran reacció de protesta en tot el món Àrab provocant que els governants dels països àrabs de la zona es posessin d'acord per atacar Israel amb l'objectiu últim d'evitar la partició del territori de la Palestina històrica en funció de fronteres ètniques i confessionals.

## Declivi
L'estrepitós fracàs dels països àrabs en la guerra dels sis dies contra Israel va posar de manifest la incapacitat d'una elit governamental massa propera a occident i la debilitat dels seus governs. Van esclatar revoltes als països de la zona, la més important liderada per Gamal Abdel Nasser, que acabaria prenent el poder a Egipte el 1952. Al principi, la revolució egípcia no traspassaria les seves pròpies fronteres, caldria la intervenció de les antigues potències colonials per encendre la flama del panarabisme a la resta del món àrab. L'antic Moviment Nacionalista Àrab pro-Nasser, va abandonar públicament el nasserisme en favor del marxisme–leninisme i es va apartar poc després. El 1966, el partit socialista àrab Baas es va dividir en faccions rivals amb seu a Bagdad i Damasc, respectivament.